# Бзянка (Кросненський повіт)
Бзянка (пол. Bzianka) — село північної Лемківщини в Польщі, у гміні Риманів Кросненського повіту Підкарпатського воєводства, поблизу містечка Романів, центру однойменної гміни. Населення — 576 осіб (2011).
У 1975—1998 роках село належало до Кросненського воєводства.

## Демографія
Демографічна структура станом на 31 березня 2011 року:
|          | Загалом | Допрацездатний вік | Працездатний вік | Постпрацездатний вік |
| -------- | ------- | ------------------ | ---------------- | -------------------- |
| Чоловіки | 307     | 65                 | 204              | 38                   |
| Жінки    | 269     | 41                 | 157              | 71                   |
| Разом    | 576     | 106                | 361              | 109                  |